# توماس لودج
توماس لودج (بالإنجليزية: Thomas Lodge)‏ (1558، لندن في المملكة المتحدة - 1 سبتمبر 1625، لندن الكبرى في المملكة المتحدة)؛ مؤلِّف، كاتب مسرحي، كاتب طبي، شاعر وروائي بريطاني. درس في كلية الثالوث الأقدس.

## روابط خارجية
- توماس لودج على موقع الموسوعة البريطانية (الإنجليزية)
- توماس لودج على موقع ميوزك برينز (الإنجليزية)